# Vinho seco (Madeira)
O vinho seco é um tipo de vinho elaborado a partir de uvas de casta Americana, sendo muito consumido na Região Autónoma da Madeira. Este vinho é geralmente considerado de má qualidade pelos enólogos e apresenta resultados nefastos para a saúde.
O vinho seco não deve ser confundido com os vinhos Madeira meio secos e secos.

## Origem
Devido às doenças que no século XIX devastaram grande parte da produção de uvas de castas Europeias na Madeira, foram introduzidas nos meados desse século castas de uva Americana como a Isabel, mais resistentes às doenças, para porta de enxerto, tornando assim a própria produção de uvas de castas Europeias menos susceptíveis a doenças.
No entanto, devido à grande resistência destas castas Americanas e à sua grande produtividade, apareceu a produção destas (sem serem enxertadas) e consequentemente do vinho seco, vinho este que rapidamente ganhou mercado junto da população, principalmente devido ao seu valor comercial mais baixo.

## Características
O vinho seco apresenta um fim de boca curto, altos níveis de acidez com álcoois de elevado nível tóxico, um acentuado aroma frutado, uma cor violeta púrpura intensa e um volume de álcool relativamente baixo (entre 7% e 11%). Este teor alcoólico relativamente baixo não permite um bom envelhecimento do vinho, sendo este portanto consumido no próprio ano.
Estas características fazem com que o vinho seco seja classificado de má qualidade.

## Consumo e comercialização
A comercialização do vinho seco é interdita pela União Europeia devido aos efeitos nefastos na saúde provocados pelo seu consumo. No entanto, este é amplamente consumido na Região Autónoma da Madeira, estando intrinsecamente ligado aos arraiais e outras festividades populares, sendo também consumido em casa e ainda bebida de eleição nas tascas e tabernas Madeirenses.
O vinho seco tende a ser vendido aos comerciantes em garrafões e é consumido puro ou misturado com laranjada (traçado). Com as refeições é por tradição usado para acompanhar a espetada e outras iguarias madeirenses.

## Efeitos na saúde
O vinho seco contém a presença de malvina, o composto que proporciona o característico tom violeta púrpuro e causa efeitos prejudiciais no sistema nervoso. Devido à película das castas utilizadas serem muito ricas em pectina, o vinho seco apresenta concentrações de metanol cerca de 100 vezes superiores às permitidas pelas leis Comunitárias da União Europeia. Estas concentrações de metanol causam graves danos na visão.
Devido à interdição de comercialização do vinho seco pela União Europeia, este não pode ser distribuído fora da Região Autónoma da Madeira.